# Єфремов Андрій Юрійович
Андрій Юрійович Єфремов (нар. 14 лютого 1993, Київ, Україна) — український футболіст, півзахисник.

## Клубна кар'єра
Народився в Києві, вихованець молодіжної академії столичного «Динамо». З 2011 по 2013 рік виступав за «динамівців» у юнацьких чемпіонатах України (ДЮФЛУ). Напередодні початку сезону 2013/14 років підписав контракт з головківським «УкрАгроКомом», який виступав у Першій лізі чемпіонату України. Проте за дорослу команду клубу не зіграв жодного офіційного поєдинку. Для отримання стабільної ігрової практики протягом дії контракту з «аграріями» виступав за аматорський «Чайка» (Петропавлівська Борщагівка) у чемпіонаті Київської області. Взимку 2014 року залишив розташування головківського клубу та став повноцінним гравцем клубу з Петропавлівської Борщагівки. 
Влітку 2014 року виїхав до Угорщини, де після перегляду на початку вересня підписав 2-річний контракт з клубом «Галадаш». Дебютував за команду з Сомбатгея 17 жовтня 2014 року в програному (0:1) виїзному поєдинку 11-о туру вищого дивізіону угорського чемпіонату проти «Дунауйвароша». Андрій вийшов на поле на 71-й хвилині, замінивши Марка Ягодича. У жовтні-листопаді 2014 року зіграв 3 матчі в чемпіонаті Угорщини, після цього другу частину сезону захищав кольори третьолігового словацького клубу «Руссел» (Габчиково). У словацькому клубі зіграв 2 поєдинки.
У 2016 році знову повернувся в Україну. Виступав в аматорському чемпіонаті України за «Чайку» та «Єдність». Потім виїхав до Словаччини, де захищав кольори нижчолігового «Славою» (Требішов). В середині лютого 2018 року підписав контракт з клубом «Гірник-спорт». Дебютував за команду з Горішніх Плавнів 21 липня 2018 року в програному (1:2) домашньому поєдинку 1-о туру Першої ліги проти «Сум». Єфремов вийшов на поле на 79-й хвилині, замінивши Володимира Королькова.

## Кар'єра в збірній
Викликався до юнацьких збірних України різних вікових категорій.

## Статистика виступів
| Клуб              | Сезон | Ліга  | Ліга | Кубок | Кубок | Кубок ліги | Кубок ліги | Європа | Європа | Загалом | Загалом |
| Клуб              | Сезон | Матчі | Голи | Матчі | Голи  | Матчі      | Голи       | Матчі  | Голи   | Матчі   | Голи    |
| ----------------- | ----- | ----- | ---- | ----- | ----- | ---------- | ---------- | ------ | ------ | ------- | ------- |
| Чайка             |       |       |      |       |       |            |            |        |        |         |         |
| 2014–15           | 0     | 0     | 2    | 0     | 0     | 0          | 0          | 0      | 2      | 0       |         |
| Загалом           | 0     | 0     | 2    | 0     | 0     | 0          | 0          | 0      | 0      | 0       |         |
| Галадаш           |       |       |      |       |       |            |            |        |        |         |         |
| 2014–15           | 1     | 0     | 0    | 0     | 0     | 0          | 0          | 0      | 1      | 0       |         |
| Загалом           | 3     | 0     | 0    | 0     | 0     | 0          | 0          | 0      | 3      | 0       |         |
| Усього за кар'єру |       | 3     | 0    | 2     | 0     | 0          | 0          | 0      | 0      | 5       | 0       |